# Meilly-sur-Rouvres
Meilly-sur-Rouvres é uma comuna francesa na região administrativa da Borgonha-Franco-Condado, no departamento de Côte-d'Or. Estende-se por uma área de 14,82 km². Em 2010 a comuna tinha 207 habitantes (densidade: 14 hab./km²).